# Резилијенција
Резилијенција је ефективни стил борбе са проблемима. То је коришћење људских капацитета (индивидуални, групни или заједнице) да се носи са кризама, стресовима и нормалним искуствима на емоционално и физички здрав начин. Резилијентно дете се може носити са искуством родитељског занемаривања или непријатељског окружења развијањем здравих односа са другим сродницима или пријатељима, док нерезилијентно дете може доживети повлачење и изолацију. Резилијентност је битна одлика клијента за чије ојачавање се по потреби предузимају тренинзи и клијент укључује у групе.